# جیجاق بوته‌ای کالیفرنیا
جیجاق بوته‌ای کالیفرنیا (نام علمی: Aphelocoma californica)، یک گونه از جیجاق‌های بوته‌ای بومی غرب آمریکای شمالی است. از جنوب بریتیش کلمبیا در سراسر کالیفرنیا و غرب نوادا در نزدیکی رینو تا غرب سیرا نوادا یافت می‌شود. جیجاق بوته‌ای کالیفرنیا زمانی با جیجاق بوته‌ای Woodhouse ترکیب می‌شد و در مجموع به آن جیجاق بوته‌ای غربی گفتند. این گروه همچنین با جیجاق بوته‌ای جزیره و جیجاق بوته‌ای فلوریدا با عنوان جیجاق بوته‌ای بودند. پس از آن این آرایه به سادگی جیجاق بوته‌ای نامیده شد. جیجاق بوته‌ای کالیفرنیا غیرکوچنده است و می‌تواند در مناطق شهری پیدا شود، جایی که می‌تواند رام شود و به دان‌خوری پرندگان برسد. در حالی که بسیاری از جیجاق‌های بوته‌ای را به عنوان «جیجاق آبی» یاد می‌کنند، جیجاق آبی کاملاً گونه‌ای متفاوتی از پرندگان است.

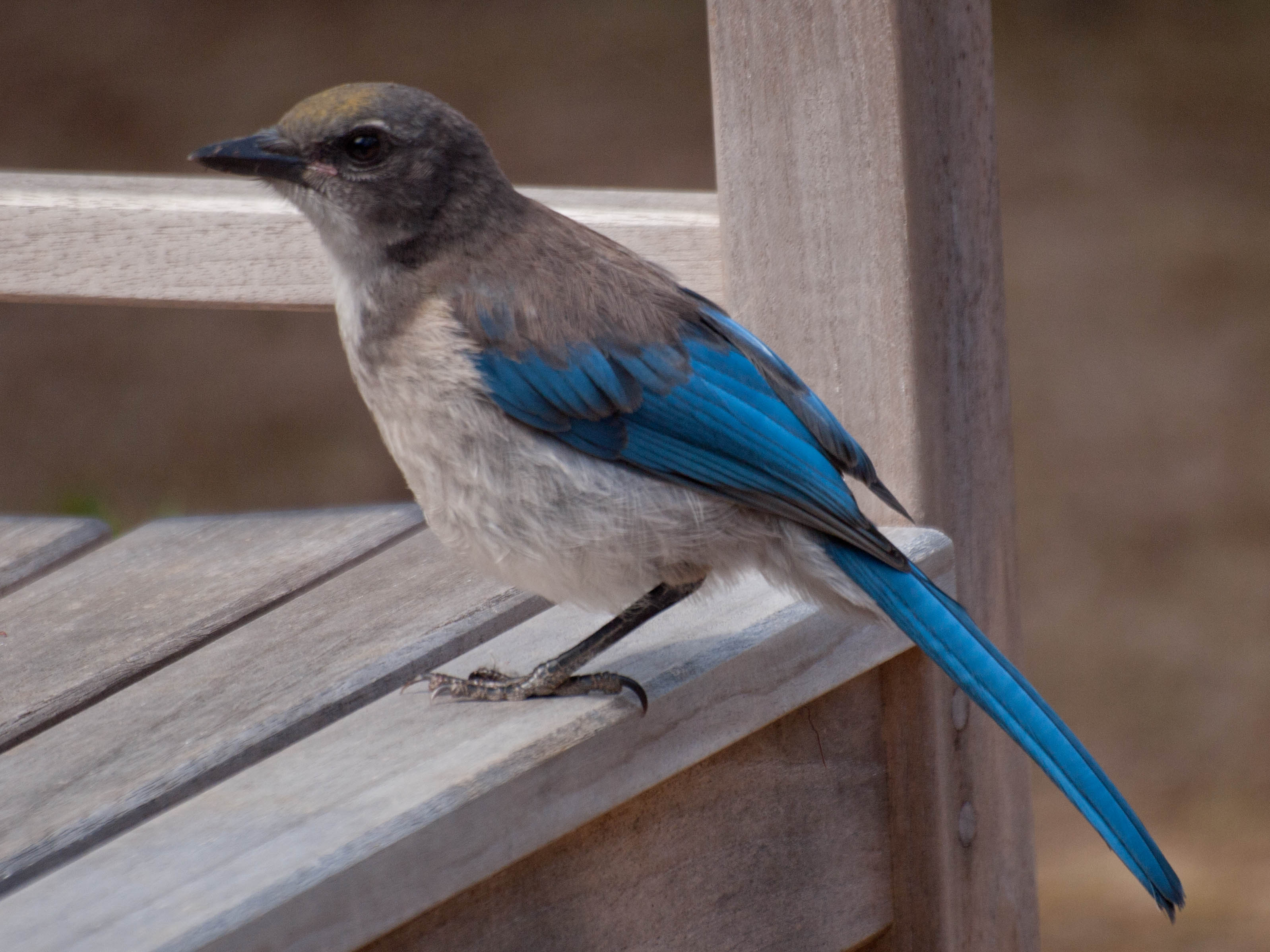
نوجوان در کالیفرنیا، ایالات متحده آمریکا